# Kungariket Libyen
Kungariket Libyen, (arabiska: المملكة الليبية, översatt, Libyska kungariket) ursprungligen kallat Förenade Libyska kungariket skapades vid självständigheten den 24 december 1951 och fanns fram till en statskupp ledd av Muammar Gaddafi den 1 september 1969, som avsatte kung Idris av Libyen och skapade  Libyska Arabrepubliken.

## Libyens konstitution
Under konstitutionen från oktober 1951 styrdes den federala monarkin Libyen av kung Idris, och hans arvingar hade rätt att ärva tronen. Kungen hade stor politisk makt. Regeringen bestod av en premiärminister och ett ministerråd utsedda av kungen, vilka också var ansvariga inför Libyens deputeradekammare, underhuset. Libyens senat, överhuset, bestod av åtta representanter från vardera provins. Hälften av senatorerna nominaterades av kungen, som hade vetorätt i beslutsfattandet, samt rätt att upplösa underhuset. Provinsernas självstyre utövades av lokala regeringar och beslutande organ. Tripoli och Benghazi fungerade som huvudstäder.

## Utrikespolitik
När det handlade om utrikespolitik brukade Kungariket Libyen räknas bland det konservativa traditionella blocket inom Arabförbundet, där man gick med 1953.

## Statskupp och monarkins avskaffande
Monarkin upphörde den 1 september 1969 då en grupp militära ledare under överste Muammar Gaddafi gjorde en statskupp mot kung Idris då han var i  Turkiet för medicinsk behandling. Kuppmakarna arresterade arméchefen.

## Indelning

### Provinser

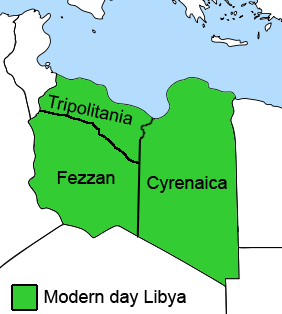
Provinserna fram till 1963

Från självständigheten och fram till 1963, bestod kungariket av tre provinser: Tripolitania, Cyrenaica och Fezzan, vilka var Libyens tre historiska regioner. Autonomin utövades av provinsregeringar och lokala beslutsfattande församlingar.
| Provins       | Huvudstad | Area        |
| ------------- | --------- | ----------- |
| Tripolitanien | Tripoli   | 276 000 km2 |
| Cyrenaica     | Benghazi  | 850 000 km2 |
| Fezzan        | Sabha     | 631 000 km2 |

### 1963 års omorganisation
Efter förändringar i konstitutionen 1963 avskaffades federalismen, och de tre provinserna delades in i 10 guvernement (muhafazah på arabiska) vilka styrdes av en utsedd guvernör. 
- Bayda, tidigare del av Cyrenaica
- Al Khums, tidigare del av Tripolitania
- Awbari, tidigare del av Fezzan
- Az Zawiyah, tidigare del av Tripolitania
- Benghazi, tidigare del av Cyrenaica
- Darnah, tidigare del av Cyrenaica
- Gharian, tidigare del av Fezzan and Tripolitania
- Misrata, tidigare del av Tripolitania
- Sabha, tidigare del av Fezzan
- Tarabulus, tidigare del av Tripolitania

### Fotnoter
1. ↑  Federal Research Division of the Library of Congress, (1987), "Independent Libya", U.S. Library of Congress. läst 14 juli 2006.
2. ↑  Villard, Henry Serrano (1956), Libya: the new Arab kingdom of North Africa, Cornell University Press
3. ↑  Modern history in politics Arkiverad 6 augusti 2017 hämtat från the Wayback Machine. (in Arabic). Libya's future. Läst 15 oktober 2011.
4. ↑  "Municipalities of Libya"